# 2062
Évszázadok: 20. század – 21. század – 22. század
Évtizedek: 2010-es évek – 2020-as évek – 2030-as évek – 2040-es évek – 2050-es évek – 2060-as évek – 2070-es évek – 2080-as évek – 2090-es évek – 2100-as évek – 2110-es évek
Évek: 2057 – 2058 – 2059 – 2060 –  2061 – 2062 – 2063 – 2064 – 2065 – 2066 – 2067
2062-es év (MMLXII) a Gergely-naptár szerint vasárnapi nappal kezdődik.

## Várható események
- Téli olimpiai játékok
- május 10. – Merkúr-átvonulás[1]
- Két részleges napfogyatkozás: március 11-én és szeptember 3-án.[2][3]